# Van Laer (geslacht)

Geslachtswapen Van Laer (1832)

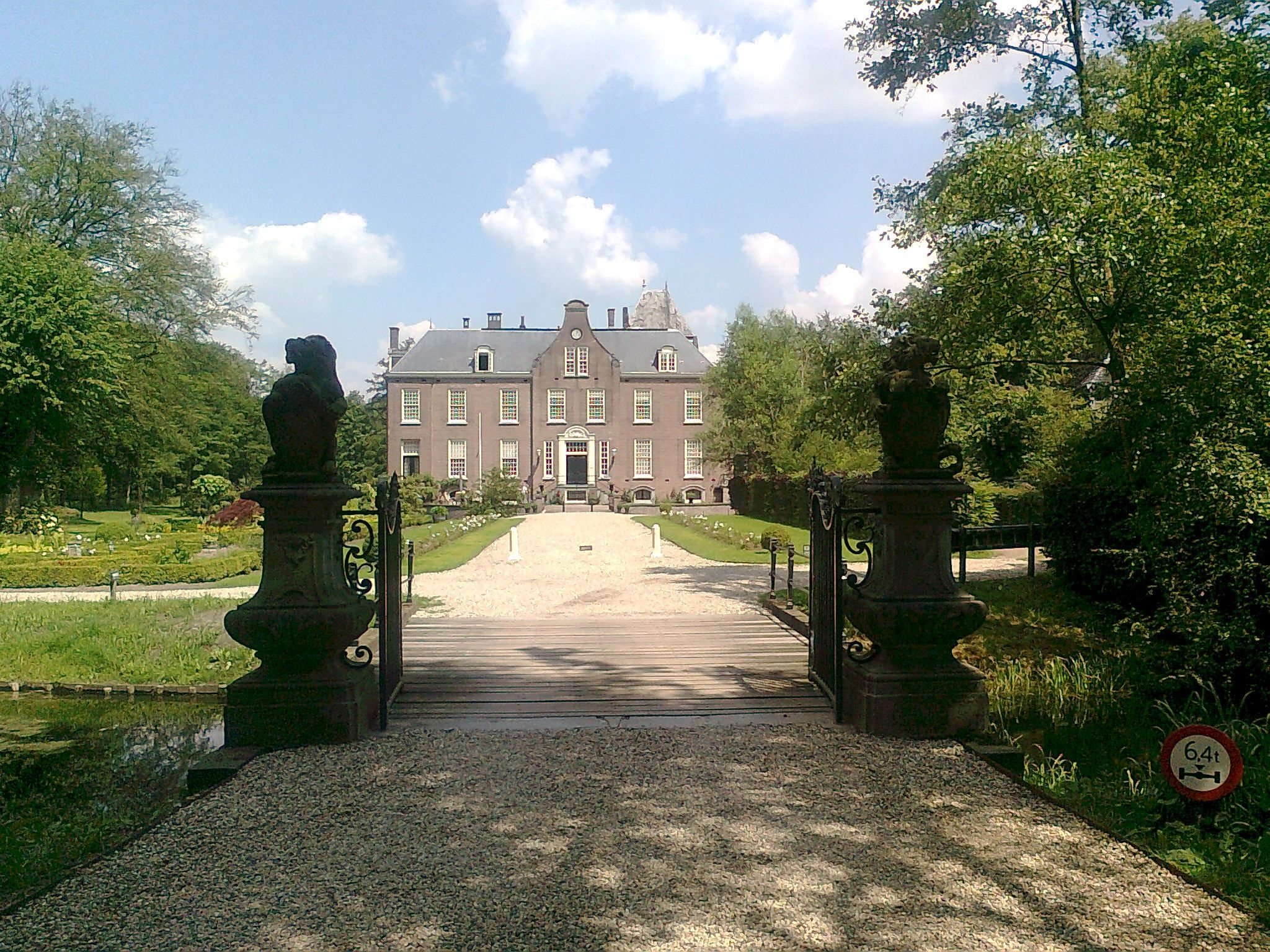
Hoenlo

Van Laer (ook: Van Laer van Hoenlo) is een oud-adellijk geslacht uit Overijssel waarvan leden sinds 1832 behoren tot de Nederlandse adel van het koninkrijk en dat in 1877 uitstierf.

## Geschiedenis
De stamreeks begint met Henric van (den) Laer die trouwde voor 27 april 1434 met Agnes van Oldeneel, vrouwe van Hoenlo (bij Olst), en die voor 24 juni 1458 overleed. Zij waren eigenaar van de havezate Het Laar in Ommen. Nazaten waren daarna tot 1695 heer van Hoenlo. Vanaf 1678 waren leden van de familie heren van Blerick tot ver in de 18e eeuw. Bij Koninklijk Besluit van 1 oktober 1832 werden drie kinderen van Joannes Carolus Ferdinandus Adrianus van Laer (1749-1823) erkend te behoren tot de Nederlandse adel; met een van hen stierf dit adellijke geslacht in 1877 uit.

## Enkele telgen
Antonius Sigismundus Fredericus Ernestus van Laer, heer van Blerick (†1792)
- Carolus Ferdinandus Adrianus van Laer (1747-1823); trouwde in 1789 met Wilhelmina Juliana von Spittael, vrouwe van de Poll (1744-1804), waarna huis de Poll in Huissen aan dit geslacht kwam
  - Henriëtta Francisca Wilhelmina Maria barones van Laer van Hoenlo (1808-1877)
  - Alexander Josephus Ludovicus baron van Laer van Hoenlo (1810-1875), werd geboren en overleed op huis de Poll
  - Carolina Maximiliana Maria Theodora Susanna barones van Laer van Hoenlo (1811-1864)